# Racomitrium patagonicum
Racomitrium patagonicum är en bladmossart som beskrevs av Bednarek-ochyra och Ryszard Ochyra 2003. Racomitrium patagonicum ingår i släktet raggmossor, och familjen Grimmiaceae. Inga underarter finns listade i Catalogue of Life.